# 日の浦丸
日の浦丸（ひのうらまる、英: Hinoura Maru）は日本海運が所有し、NTS（現：原燃輸送）が運用していた使用済核燃料運搬船。
1974年に日本海運のコンテナ船として建造されたが、1977年に日本初の使用済み核燃料運搬船として改造された。

## 歴史
核燃料サイクルの確立の一環として、茨城県東海村に東海再処理施設が計画され建設されるにあたって、この再処理工場に全国各地の原子力発電所で発生した使用済み核燃料を輸送する輸送船が必要となった。
1974年（昭和49年）2月、運輸省船舶局に「使用済核燃料運搬船検討会」が設置され、同検討会の結論に基いた舶査610号「使用済核燃料輸送船の構造設備要件」が策定された。これに先んじて使用済核燃料の運搬事業を目的として1973年（昭和48年）に三井物産・三菱商事・日本通運・上組・山九・宇徳の共同出資でNTS（現：原燃輸送）が設立されていた。他に伊藤忠、日立造船などが使用済核燃料の輸送事業への参入を企図していたが、結局、NTSが使用済核燃料の輸送事業を担当することとなった。NTSが使用済核燃料の輸送事業を一手に担うことから、NTSの株主構成を、電力9社・原電・商社5社（三井物産、三菱商事、丸紅、伊藤忠、住友商事）・運輸5社（日本通運、上組、山九、宇徳、日立物流）として変更し、株式の譲渡や首脳陣の入れ換えなどでNTS社を改組することとなった。そして、改組のうえで専用船の改造を発注することとなった。首脳陣の選定などで難航したものの、最終的に改造する船舶としては日本海運の保有する日の浦丸が選定された。
日の浦丸の改造計画は1976年（昭和51年）9月、船舶局に設置された「使用済核燃料の船舶輸送に関する検討会」により審査され通過、日の浦丸は1977年（昭和52年）6月に内航コンテナ船から運輸局の基準を満たした日本初の使用済核燃料運搬船として三菱重工業神戸造船所で改造された。
1977年（昭和52年）11月29日から12月1日にかけて8電力会社と共同して福島第一原子力発電所から東海村再処理工場までの陸海輸送のリハーサルを行って航行の安全等の確認を行った。
1978年（昭和53年）1月30～31日、東京電力から東海発電所までの使用済み核燃料の国内初の海上輸送を行った。
2005年（平成17年）、退役。
2008年（平成20年）、約27年のあいだ無事故で230回、約987tUの使用済核燃料の輸送を行った日の浦丸に対して、日本原子力学会より第一回原子力歴史構築賞が贈られた。

## 構造
日の浦丸は一度に4基の使用済み核燃料輸送容器（CASK）を輸送可能できる。使用済核燃料運搬船は運輸省の基準を満足するため、他船との衝突、座礁等の場合に容易に沈没しないような特別の耐沈没構造を有し、また、乗組員を放射線被爆から防護するための遮蔽を備えている。

### 耐衝突構造
衝突衝突隔壁が破壊されても、貨物倉に浸水しないように貨物倉前端に隔壁を設け、また、側面に水平桁を設け、甲板の鋼板の厚さを増して他船の衝突エネルギーを吸収する構造とし、衝突、非衝突の場合に対応できるようになっている。また、縦隔壁・横隔壁を設け浸水を阻止する構造としている。

### 耐座礁構造
二重船殻構造を有し、また内部船底を高くし、浸水を制限している。

### 復元性
日の浦丸は平常航行時において横隔壁で仕切られた2つの区域に同時浸水しても25°を超える横傾斜を生じないような構造をしている。また、20°の傾きが加わっても転覆しないように設計されている。

### 遮蔽構造
貨物倉には四周に遮蔽水タンクを、上部にはCASKカバーと遮蔽水タンクを設けている。遮蔽水は約235トン、CASKカバーは遮蔽材として約52トンのポリエチレンシートを使用している。これら遮蔽構造によって、乗組員の被ばく線量は5(mSv/年) を超えないように、また居住区域における放射線量が1.8(μSv/h)を超えないように設計されている。

## 設備
日の浦丸は使用済核燃料の輸送のための特殊な設備、機器を装備している。

### 貨物倉冷却設備
貨物倉には空冷、水冷方式の冷却設備を有している。空冷方式は冷凍機および空気冷却器で構成され、水冷方式は水冷式CASKで用いられ、熱交換器および循環ポンプから構成される。これら設備により、CASK表面温度を82℃以下に、貨物倉を38℃以下に保つようになっている。

### 貨物倉漲水装置
貨物倉内の異常な温度上昇時には、漲水装置でもって海水を貨物倉注水し、CASKを完全に水に浸すことができるようになっている。

### 放射線被ばく管理設備
貨物倉、保安管理室に固定ガンマ線エリアモニタ、βγサーベイメータ、中性子サーベイメータ、ハンド・フィットモニタ、個人被爆管理モニタ等を有している。

## 輸送工程
輸送作業の工程は概ね以下のようになっている。
(1)原子力発電所における科学技術庁の輸送物の発送前検査（CASKの漏洩率、放射線量率等）
(2)発電所専用港岸壁までのトレーラによる輸送
(3)岸壁における運輸省による積付検査（CASKの放射線量率、放射能面密度、温度、標札等）
(4)岸壁クレーンによる貨物倉への積載、運輸省による積付検査（CASK固縛の確認、船内空間放射線量率等）
(5)出港、公開中の保安管理者による放射線、温度等の監視
(6)東海発電所専用港入港、貨物倉におけるCASK放射能面密度の測定。岸壁クレーンによるトレーラへの積付
(7)岸壁における運輸省による積付検査（運搬車両に係る放射線量率、標識、輸送物積付状態等）
(8)動燃再処理工場へのトレーラ輸送

## 日の浦丸を扱った作品
- 『日の浦丸はゆく』（映画）[8]